# Fynske Bank
Fynske Bank er et dansk pengeinstitut opstået som en fusion i 2013 mellem de to fynske pengeinstitutter Vestfyns Bank og Svendborg Sparekasse. Banken er baseret på Fyn og i Trekantområdet med hovedsæde i Svendborg. 
Banken driver traditionel bankvirksomhed og den primære kundegruppe er private husstande samt mindre og mellemstore virksomheder.
Storaktionær er Fonden for Fynske Bank.